# Кубок Азербайджану з футболу 2011—2012
Кубок Азербайджану з футболу 2011–2012 — 20-й розіграш кубкового футбольного турніру в Азербайджані. Переможцем втретє у своїй історії став Баку.

## Перший раунд
| Команда 1                 | Рахунок | Команда 2              |
| ------------------------- | ------- | ---------------------- |
| 26 жовтня 2011            |         |                        |
| Шахдаг (2)                | 4:1     | Мугань (2)             |
| Терегі (2)                | 0:1     | Нефтчала (2)           |
| Шуша (2)                  | 2:3     | Карадаг (Локбатан) (2) |
| Бакили (2)                | 2:1 дч  | Карван (2)             |
| Локомотив (Баладжари) (2) | 0:2     | ФК Сумгаїт             |

## Другий раунд
| Команда 1         | Рахунок         | Команда 2              |
| ----------------- | --------------- | ---------------------- |
| 30 листопада 2011 |                 |                        |
| Габала            | 3:0             | Нефтчала (2)           |
| Карабах (Агдам)   | 3:0             | ФК Сумгаїт             |
| Хазар-Ланкаран    | 3:0             | Карадаг (Локбатан) (2) |
| Кяпаз             | 2:0             | Бакили (2)             |
| Баку              | 0:0 дч пен. 3:2 | Ряван                  |
| Сімург            | 0:1             | Нефтчі (Баку)          |
| АЗАЛ              | 2:0             | Шахдаг (2)             |
| Інтер (Баку)      | 3:0             | Туран                  |

## Чвертьфінали
Перші матчі відбулися 14 березня, а матчі-відповіді 28 березня 2012 року.
| Команда 1    | Заг.    | Команда 2       | 1-й матч | 2-й матч |
| ------------ | ------- | --------------- | -------- | -------- |
| Габала       | 2:2 (ч) | Карабах (Агдам) | 2:2      | 0:0      |
| Кяпаз        | 2:3     | Нефтчі (Баку)   | 1:2      | 1:1      |
| Баку         | 5:2     | АЗАЛ            | 3:1      | 2:1      |
| Інтер (Баку) | 4:3     | Хазар-Ланкаран  | 3:2      | 1:1      |

## Півфінали
Перші матчі відбулися 18 квітня, а матчі-відповіді 25 квітня 2012 року.
| Команда 1    | Заг.         | Команда 2       | 1-й матч | 2-й матч |
| ------------ | ------------ | --------------- | -------- | -------- |
| Баку         | 1:1 пен. 3:2 | Карабах (Агдам) | 0:1      | 1:0 дч   |
| Інтер (Баку) | 0:1          | Нефтчі (Баку)   | 0:0      | 0:1      |

## Фінал
| 17 травня 2012 20:00 (UTC+4) |

| Нефтчі (Баку) | 0:2      | Баку                |
| ------------- | -------- | ------------------- |
|               | Протокол | Коке 8' Жунінью 27' |

| Далга Арена, Мардакан Глядачів: 4 300 Арбітр: Аліяр Агаєв |